# Omnisport Apeldoorn
Omnisport Apeldoorn, ook wel het Omnisportcentrum of kortweg Omnisport genoemd, is een in 2008 geopend multifunctioneel, overdekt sportcomplex in de Nederlandse stad Apeldoorn.
Het complex wordt sinds 2012 geëxploiteerd door Libéma. Naast de functie als sportaccommodatie wordt Omnisport gebruikt voor zakelijke evenementen zoals beurzen, congressen en vergaderingen, en diverse publieksevenementen, zoals muziekshows. In 2013 werd een vleugel aan het centrum bijgebouwd die onderdak biedt aan winkelcentrum De Voorwaarts. Het gebouw kan grofweg verdeeld worden in twee delen, te weten de wielerhal en de volleybalhal.

## Wieler-/atletiekhal

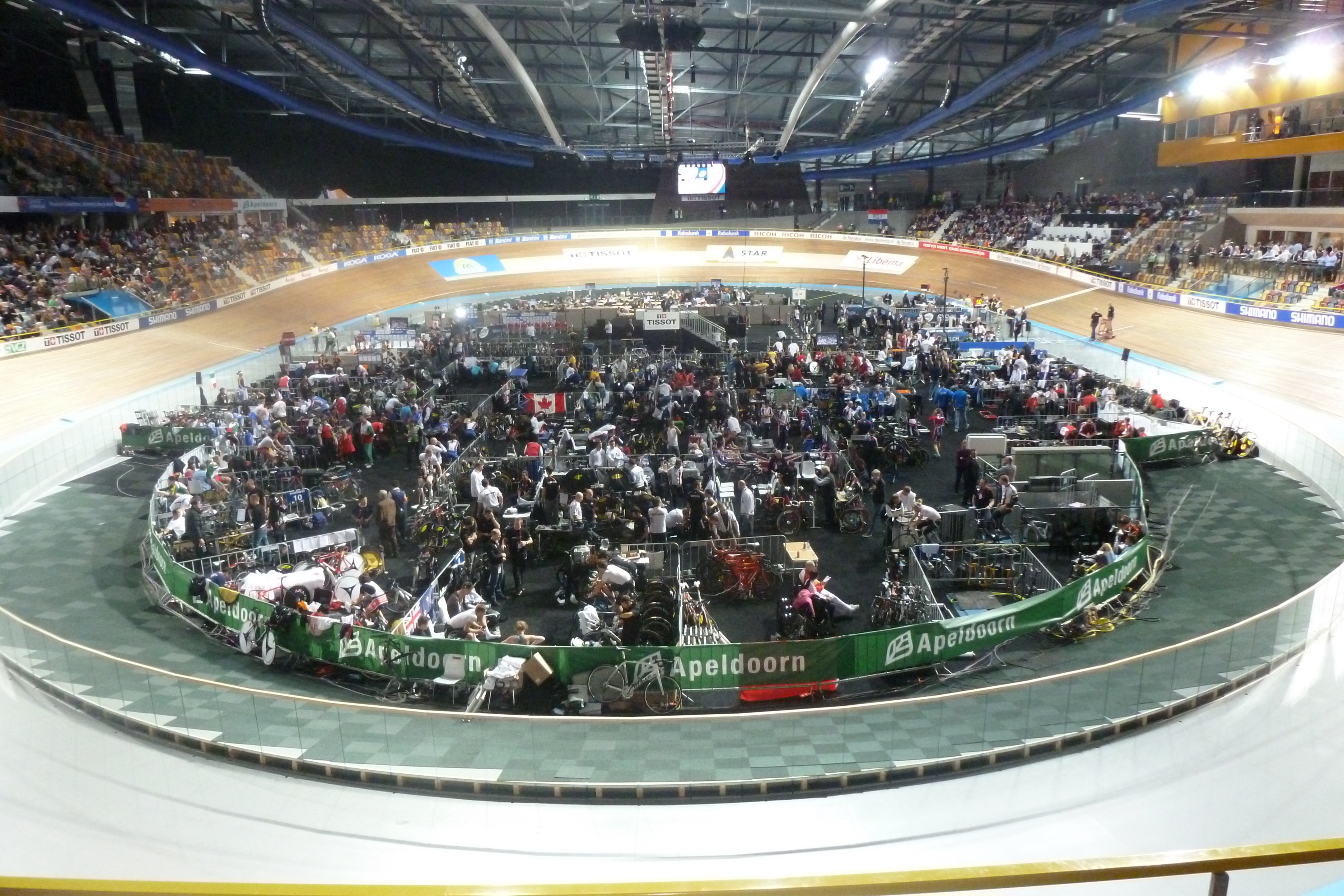
Wielerhal

In de wielerhal, waar plaats is voor ongeveer 5000 toeschouwers, ligt een wielerbaan van 250 meter, ontworpen door Sander Douma, die de A-status heeft van het NOC*NSF. Op deze wielerbaan werden diverse edities van de wereldkampioenschappen en Europese kampioenschappen baanwielrennen verreden. Ook de Nederlandse kampioenschappen baanwielrennen vinden geregeld hier plaats.
Binnen de wielerbaan ligt een 200 meter indoor-atletiekbaan. Ook in het midden kunnen diverse atletiekonderdelen afgewerkt worden. Hier vindt sinds 2009 het NK indooratletiek plaats. Dit vond van 1988 tot 1999 plaats in de Houtrusthallen in Den Haag. Nadat dit voormalige sportcomplex in 2000 wegens betonrot werd gesloopt, was er lange tijd geen geschikte locatie meer in Nederland, waardoor het tot 2008 noodzakelijk was om naar het Belgische Gent uit te wijken. In 2025 vonden de Europese kampioenschappen indooratletiek plaats in het Omnisport.

### Evenementen
Op 7 en 8 februari 2015 vond hier de Fed Cup-wedstrijd tussen Nederland en Slowakije plaats. Deze werd gespeeld op een indoor-gravelbaan. Nederland won deze wedstrijd met 4-1.
De hal fungeerde als de startlocatie van de Ronde van Italië 2016. De openingstijdrit op 6 mei ging er van start.
| Datum                | Evenement                       |
| -------------------- | ------------------------------- |
| 23-27 maart 2011     | WK baanwielrennen 2011          |
| 21-23 oktober 2011   | EK baanwielrennen 2011          |
| 18-20 oktober 2013   | EK baanwielrennen 2013          |
| 7 en 8 februari 2015 | Fed Cup (Nederland-Slowakije)   |
| 6 mei 2016           | 1e etappe Ronde van Italië 2016 |
| 28 feb-4 maart 2018  | WK baanwielrennen 2018          |
| 16-20 oktober 2019   | EK baanwielrennen 2019          |
| 10-14 januari 2024   | EK baanwielrennen 2024          |
| 6-9 maart 2025       | EK indooratletiek 2025          |

### Onderhoud
In 2014 werd de wielerbaan enkele maanden buiten gebruik gesteld, nadat de KNWU bovenmatige versplintering van het hout had geconstateerd. In 2015 zag de exploitant zich opnieuw om deze reden gedwongen tot buitengebruikname. De verwachting werd uitgesproken dat wellicht de hele baan vervangen moet worden (kosten: circa 6,5 ton). Dat besluit werd inderdaad genomen, wel vielen de kosten hoger uit. In totaal kostte de vervanging de gemeente Apeldoorn 1 miljoen euro plus bijkomende onderhoudskosten. In september 2016 werd de nieuwe baan geopend.
In de zomer van 2024 werd de atletiekbaan opnieuw ingedeeld en voorzien van een nieuwe toplaag, ter voorbereiding op de EK indooratletiek in 2025.

## Volleybalhal
In de namiddag en 's avonds maakt SV Dynamo gebruik van de hal die een publiekscapaciteit heeft van ongeveer 2000 personen. Deze hal heeft de B-status van het NOC*NSF. Tot 2014 maakte ROC Aventus overdag gebruik van de volleybalhal.

## Skeelerbaan
Naast het Omnisportcentrum ligt een openlucht-skeelerbaan. Deze is voorzien van een installatie die de mogelijkheid biedt er een kunstijsbaan van te maken. Bij de aanleg werd gezegd dat die ijsbaan circa 6 weken per jaar zou gaan functioneren, maar door problemen met milieuwetgeving en onderhoudskosten is daar weinig van terechtgekomen. Binnen de baan bevinden zich ook faciliteiten, onder meer een beachvolleybalveld. Van oktober 2015 tot maart 2016 stond op dit perceel een tentenkamp dat diende als noodopvanglocatie in de Europese migrantencrisis.